# 야콥 뤼로스

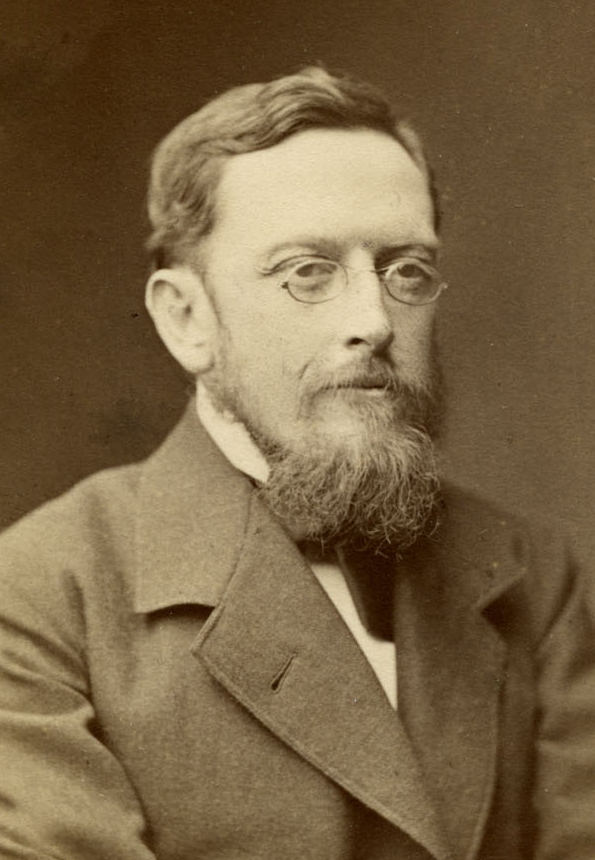
야콥 뤼로스(Jacob Lüroth)

야콥 뤼로스(Jacob Lüroth 또는 Jacob Lueroth , 1844년 2월 18일 독일 Mannheim ~ 1910년 9월 14일, 독일 Munich)는 독일의 수학자로 뤼로스(Lüroth)의 정리를 증명하였고 뤼로스의 4차다항식(Lüroth quartics)을 소개했다.

## 같이 보기
- 알라디-그린스테드 상수
- 뤼로스 상수

## 참고
- Burau, Werner (2008), 〈Lueroth (or Lüroth), Jakob〉, 《Complete Dictionary of Scientific Biography》
- O’Connor, John J.; Robertson, Edmund F. “야콥 뤼로스”. 《MacTutor History of Mathematics Archive》 (영어). 세인트앤드루스 대학교.
- “야콥 뤼로스”. 《수학 계보 프로젝트》 (영어). 미국 수학회.